# Giuseppe Sforza
Giuseppe Sforza (Milano, 23 settembre 1923 – Milano, 27 settembre 1964) è stato un cestista italiano.

## Carriera
Ha vinto 5 scudetti con l'Olimpia Milano nelle stagioni 1949-50, 1950-51, 1951-52, 1952-53 e 1953-54.
Con la Nazionale ha preso parte agli Europei 1951. In totale ha disputato 14 incontri in maglia azzurra, realizzando 30 punti.
Soprannominato "La grande Berta" (cannone a lunga gittata), prendendo spunto dalla sua capacità di effettuare tiri da grandissima distanza per l'epoca in cui giocò e che corrisponderebbe oggi alla linea dei tre punti. Ha sempre indossato la maglia numero 10 nell'Olimpia Milano.
Difensore e rimbalzista, aveva la capacità di giocare lontano da canestro nonostante fosse per quei tempi uno dei giocatori più alti del campionato.
Si spense prematuramente a Milano nel 1964 a 41 anni; le sue spoglie riposano nel cimitero vecchio di Cinisello Balsamo.
A Milano gli è stata intitolata una palestra in zona Gallaratese dove egli nacque; a Cagliari vi è un Gruppo Sportivo che porta il suo nome.

## Palmarès
- Campionato italiano: 5

Olimpia Milano: 1949-50, 1950-51, 1951-52, 1952-53, 1953-54